# Ясмень
Ясмень (бел. Ясмень) — посёлок в Губичском сельсовете Буда-Кошелёвского района Гомельской области Белоруссии.
Кругом лес.

## География

### Расположение
В 19 км на запад от районного центра и железнодорожной станции Буда-Кошелёвская (на линии Жлобин — Гомель), 56 км от Гомеля.

## Транспортная сеть
Транспортные связи по просёлочной, затем автомобильной дороге Жлобин — Гомель. Планировка состоит из короткой прямолинейной улицы, близкой к меридиональной ориентации и застроенной деревянными домами усадебного типа.

## История
Основан в 1920-х годах переселенцами с соседних деревень на бывших помещичьих землях. В 1929 году жители посёлка вступили в колхоз. Во время Великой Отечественной войны погибли 6 жителей. В 1959 году в составе колхоза «Авангард» (центр — деревня Старая Буда).
До 16 декабря 2009 года в составе Старобудского сельсовета.

## Население

### Численность
- 2004 год — 6 хозяйств, 10 жителей.

### Динамика
- 1959 год — 110 жителей (согласно переписи).
- 2004 год — 6 хозяйств, 10 жителей.